# 陸中八木駅
陸中八木駅（りくちゅうやぎえき）は、岩手県九戸郡洋野町にある、東日本旅客鉄道（JR東日本）八戸線の駅である。

## 歴史
- 1925年（大正14年）11月1日：鉄道省の駅として開業[2]。
- 1972年（昭和47年）3月15日：急行「深浦」が当駅まで延長[2]。
- 1976年（昭和51年）8月1日：貨物の取り扱いを廃止[3]。
- 1982年（昭和57年）11月15日：「深浦」廃止[2]。その名残として八戸 - 陸中八木間の普通列車が設定される。
- 1984年（昭和59年）2月1日：荷物の扱いを廃止[3]。
- 1987年（昭和62年）4月1日：国鉄分割民営化により、JR東日本の駅となる[2]。
- 2000年（平成12年）12月2日：当駅始発・終着の普通列車が廃止となる。
- 2005年（平成17年）
  - 6月28日：この日の午前0時すぎに、前日夜より続いていた腕木式信号機の撤去作業が終了。これによってJRのすべての駅から腕木式信号機は消滅することとなった[2]。なお、撤去された腕木式信号機は、洋野町を通じて、宿戸小学校に設置されている[4]。
  - 12月10日：八戸線CTC化による運転取扱業務の廃止により無人化[2]。陸中八木駅長が廃止され、久慈駅長管理下となる。その後、開業以来の木造駅舎が取り壊される[2]。
- 2008年（平成20年）3月：新駅舎（待合所）完成[2]。
- 2011年（平成23年）3月11日：東北地方太平洋沖地震（東日本大震災）とこれにより発生した大津波により全線で不通となる。
- 2012年（平成24年）3月17日：運転再開。
- 2022年（令和4年）4月1日：久慈駅長廃止に伴い、八戸駅長管理下となる。
- 2024年（令和6年）10月1日：えきねっとQチケのサービスを開始[1][5]。

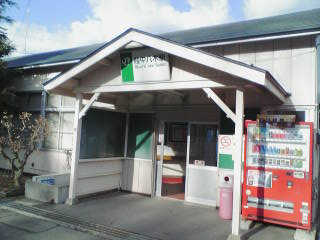
旧駅舎（2007年11月）
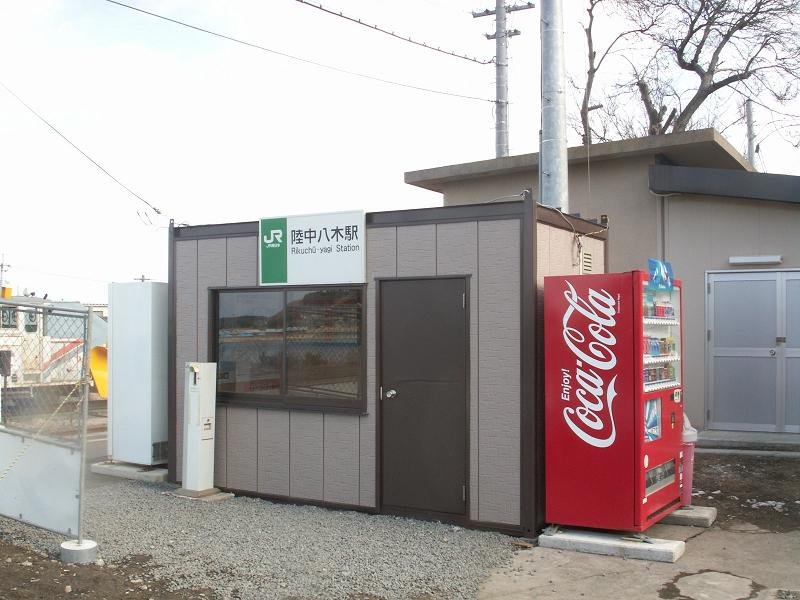
仮待合室（2008年2月）

## 駅構造
相対式ホーム2面2線を有する地上駅である。以前は海側にもう1線あり、2面3線だった。互いのホームは構内踏切で連絡している。
八戸駅管理の無人駅である。2022年（令和4年）4月1日までは久慈駅長管理下の無人駅であった。また、2005年（平成17年）12月10日ダイヤ改正までは直営駅（駅長配置）であったが、八戸線のCTC化により無人駅となった。
JRでは最後まで腕木式信号機が残っていたが、2005年（平成17年）6月28日に撤去された。

### のりば
| 番線 | 路線    | 方向 | 行先     |
| ---- | ------- | ---- | -------- |
| 1    | ■八戸線 | 上り | 八戸方面 |
| 2    | ■八戸線 | 下り | 久慈方面 |

## 利用状況
JR東日本によると、2000年度（平成12年度）- 2004年度（平成16年度）の1日平均乗車人員の推移は以下のとおりであった。
| 乗車人員推移       | 乗車人員推移     | 乗車人員推移 |
| 年度               | 1日平均 乗車人員 | 出典         |
| ------------------ | ---------------- | ------------ |
| 2000年（平成12年） | 197              | [ 7 ]        |
| 2001年（平成13年） | 180              | [ 8 ]        |
| 2002年（平成14年） | 152              | [ 9 ]        |
| 2003年（平成15年） | 139              | [ 10 ]       |
| 2004年（平成16年） | 120              | [ 11 ]       |

## 駅周辺
- 県道164号明戸八木線
- 県道216号八木港線
- 国道45号
- 小子内漁港
- 八木港
- 八木郵便局

## 隣の駅
東日本旅客鉄道（JR東日本）
■八戸線
宿戸駅 - 陸中八木駅 - 有家駅